# Tatra T3
A Tatra T3 a csehországi ČKD Tatra járműgyár által 1961–1990 között gyártott villamoskocsi-altípusok összefoglaló neve. Összesen 13 991 darab motorkocsi és 122 darab pótkocsi készült belőle, darabszám alapján ez a világ legtöbbet gyártott villamostípusa. Maga a T3 az amerikai PCC-rendszer szerint gyártott, szintén Tatra gyártmányú T1 és T2 modellek továbbfejlesztése. A T3 az egykori Csehszlovákiában a legelterjedtebb típus volt, és ez adja ma is Csehországban és Szlovákiában futó villamosok nagy hányadát.
Az 1980-as évektől a felújítások során különböző fejlesztéseket hajtottak végre a típuson, főleg a vezérléstechnika fejlesztése és energiamegtakarítás céljából.

## Előállított fajták
- T3  (1369 db) – a csehszlovákiai belső felhasználás számára
- T3SU (11368 darab) – a Szovjetunió számára
- T3SUCS (911 egység) – a csehszlovákiai belső felhasználás számára
- T3D (250 egység) – NDK-exportra
- T3YU (46 egység) – jugoszláviai exportra
- T3R (50 egység) – romániai exportra

## Képgaléria

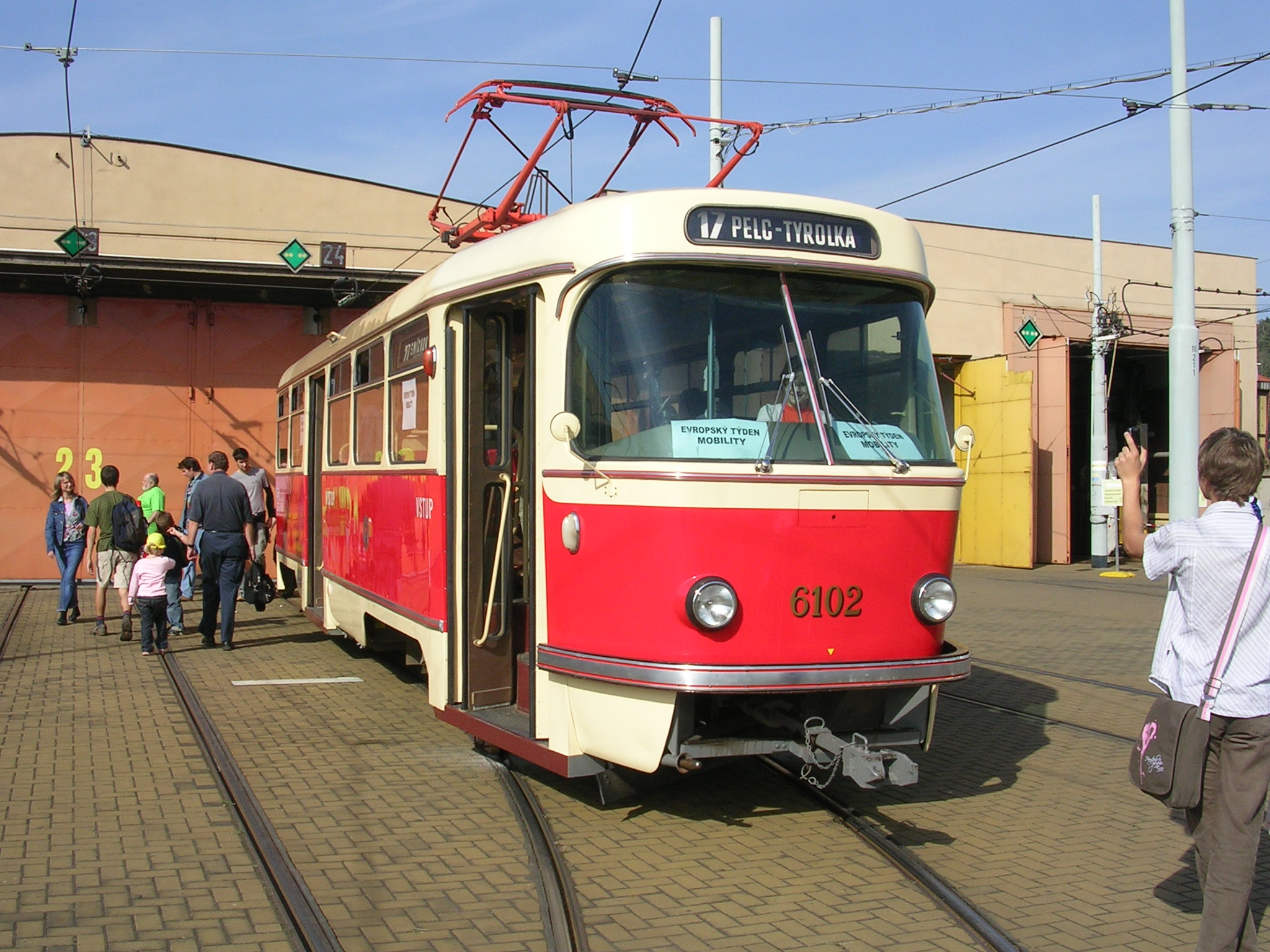
Tatra T3 Prágában
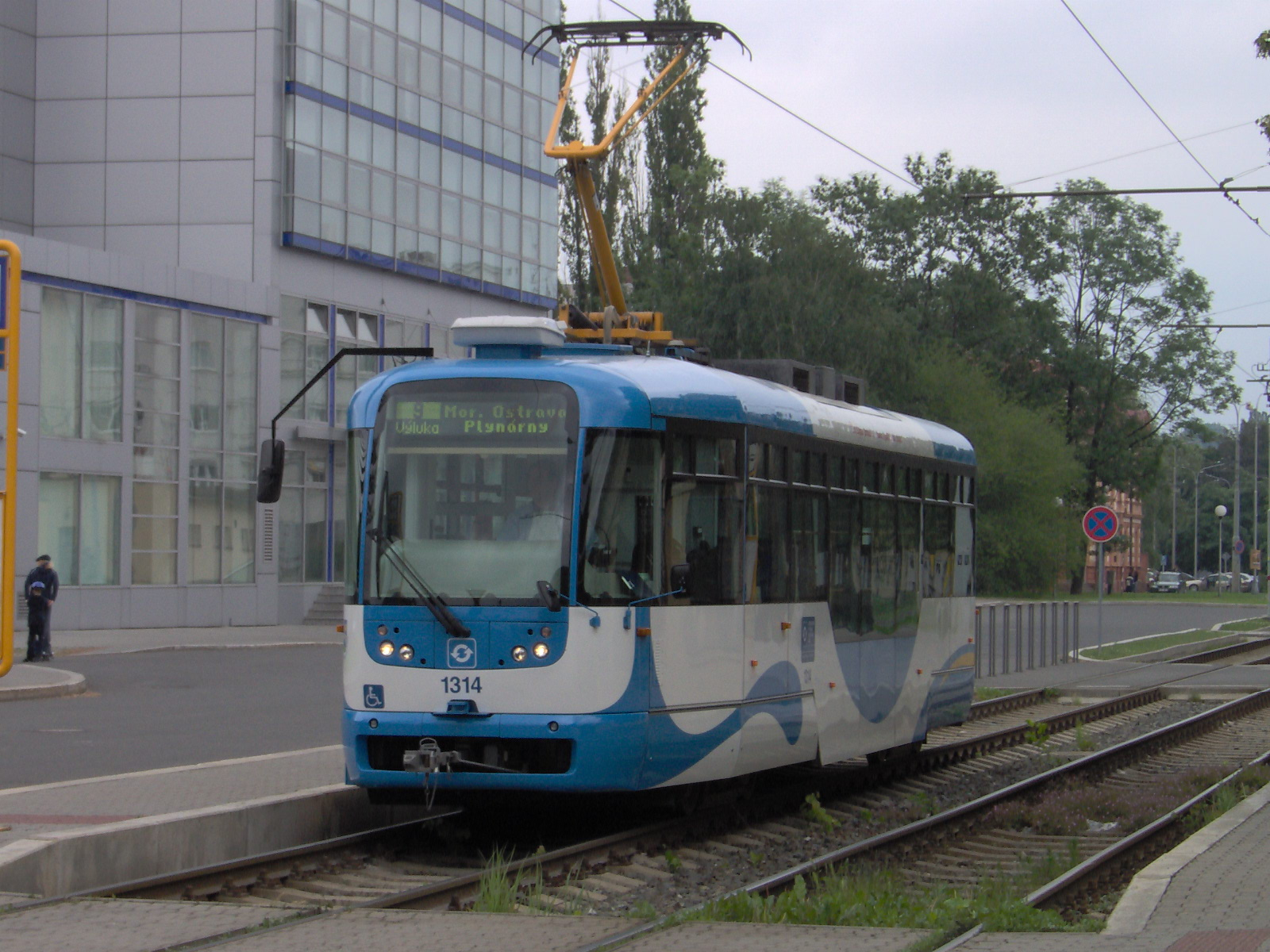
Korszerűsített T3 villamos Ostravában
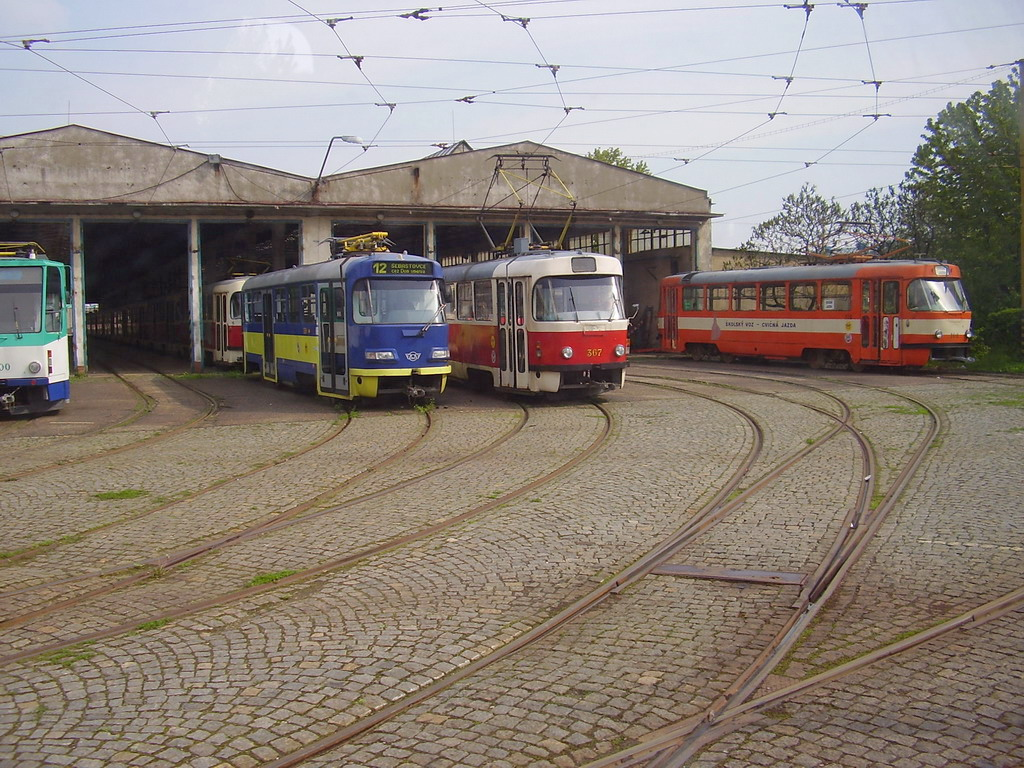
Tatra T3 villamosok Kassán
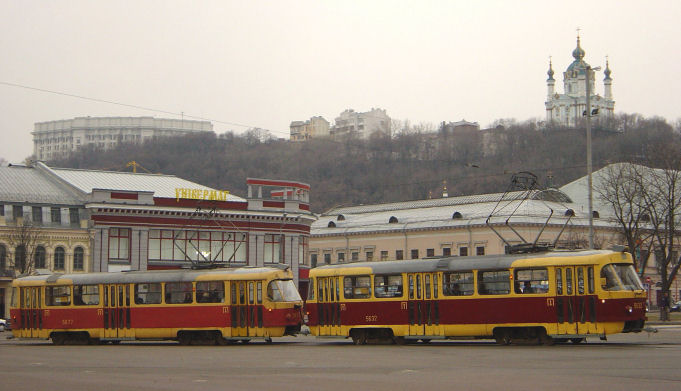
Tatra T3SU-ban Kijevben
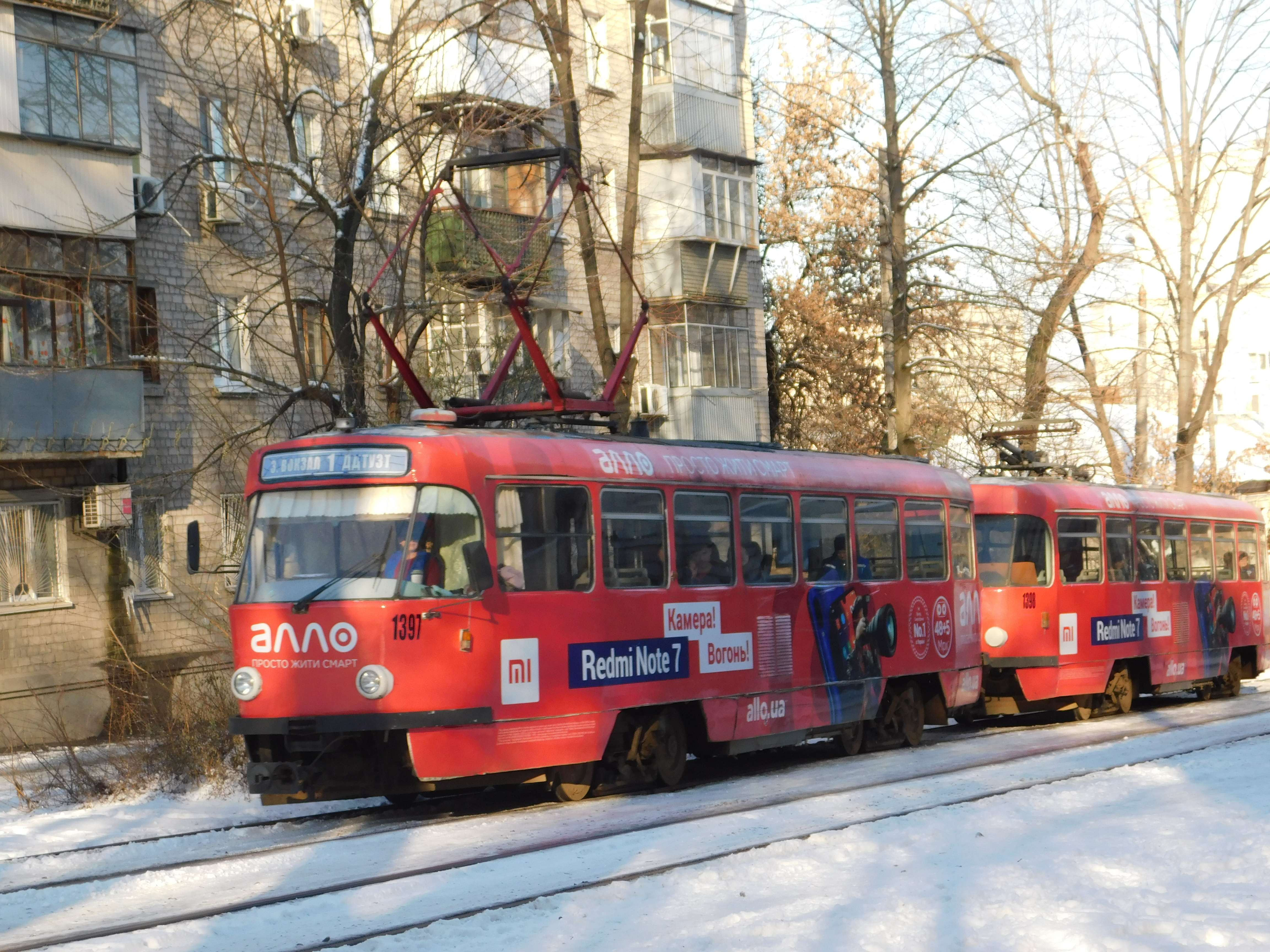
Tatra T3D-ban Dniproben
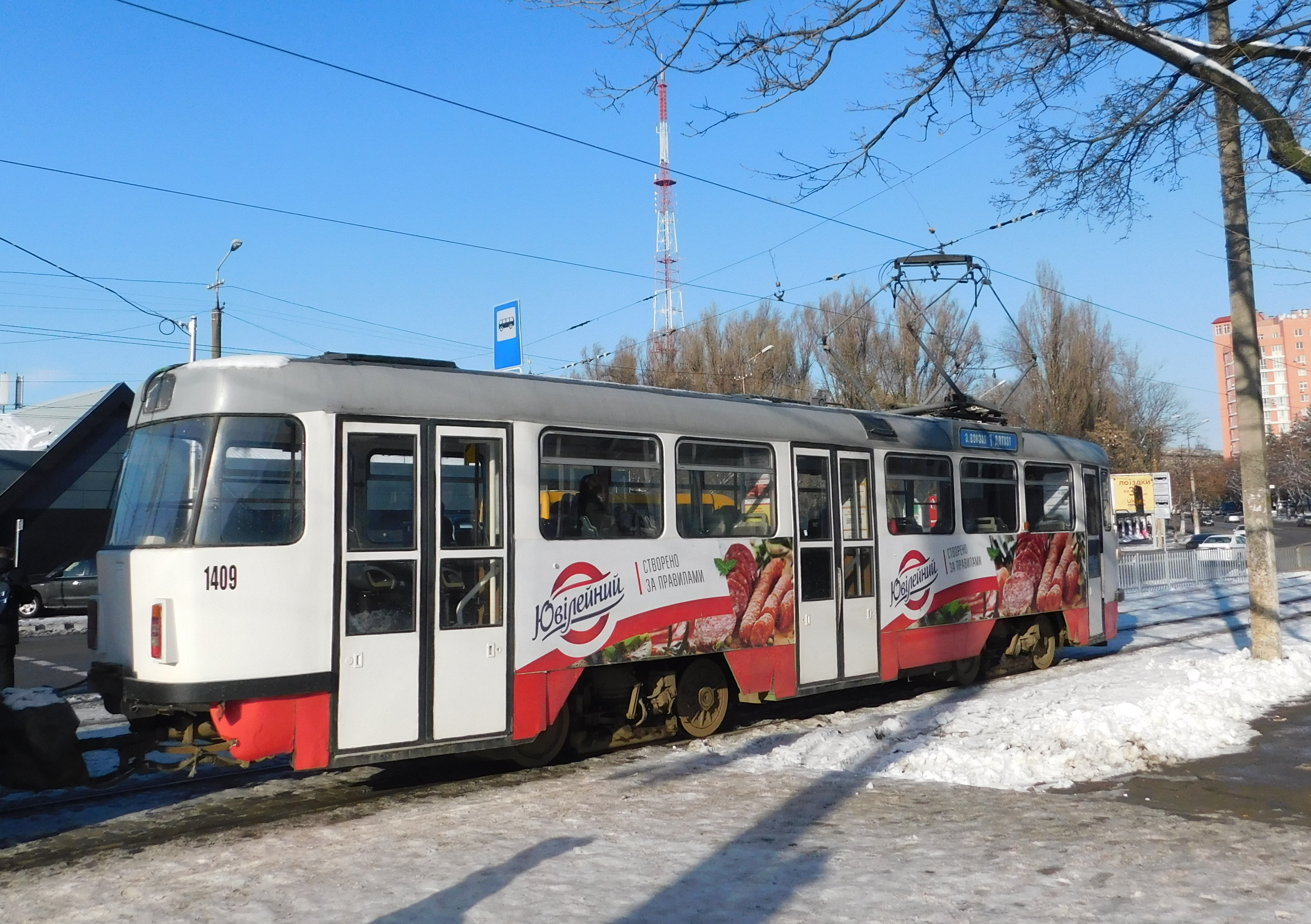
Tatra T3DC1-ban Dniproben

## Külső hivatkozások
- Tatra-Strassenbahnen (németül)
- Volgograd metrotram: T3 showroom Web3D world with Tatra T3 model